# 科拉爾維爾 (愛荷華州)
科拉爾維爾（英語：Coralville）是一個位於美國愛荷華州約翰遜縣的城市。

## 地理
科拉爾維爾的座標為41°41′18″N 91°35′12″W / 41.68833°N 91.58667°W，而該地的平均海拔高度為208米（即682英尺）。

## 人口
根據2010年美國人口普查的數據，科拉爾維爾的面積為31.21平方千米，當中陸地面積為31.11平方千米，而水域面積為0.10平方千米。當地共有人口18907人，而人口密度為每平方千米605人。